# Кораккасы (Моргаушский район)
Кораккасы́ (чув. Кураккасси) — деревня в Моргаушском районе Чувашской Республики. Административный центр Кадикасинского сельского поселения.

## География
Находится в северо-западной части Чувашии на расстоянии приблизительно 4 км на север по прямой от районного центра села Моргауши.

## История
Известна с 1924 года как часть деревни Чурикасы с 59 дворами и 320 жителями. Отделилась официально в 1935 году.

## Население
Население составляло 369 человека (чуваши 100 %) в 2002 году, 357 в 2010.